# Tornei di tennis femminili nel 1882
Prima della nascita del WTA Tour, ossia l'apertura alle tenniste professioniste dei tornei che prima di quell'anno erano riservati alle tenniste dilettanti, tutti gli eventi più importanti erano amatoriali, tra questi c'erano i tornei del Grande Slam: il Torneo di Wimbledon e gli U.S. National Championships.

## Gennaio
Nessun evento

## Febbraio
Nessun evento

## Marzo
Nessun evento

## Aprile
| Settimana                                        | Torneo                                                                         | Vincitore | Finalista | Semifinalisti | Eliminati ai quarti |
| ------------------------------------------------ | ------------------------------------------------------------------------------ | --------- | --------- | ------------- | ------------------- |
|                                                  | Sussex County Lawn Tennis Club 1882 Brighton, Gran Bretagna Singolare - Doppio |           |           |               |                     |
|                                                  |                                                                                |           |           |               |                     |
| Doppio misto: Edith Coleridge RW Bradell 6-2 6-4 | J Kemmis AW Skirrow                                                            |           |           |               |                     |

## Maggio
| Settimana | Torneo                                                       | Vincitore                                                  | Finalista                    | Semifinalisti | Eliminati ai quarti |
| --------- | ------------------------------------------------------------ | ---------------------------------------------------------- | ---------------------------- | ------------- | ------------------- |
| 28 maggio | Irish Championships 1882 Dublino, Irlanda Singolare - Doppio | H. Abercrombie 6-4 6-1                                     | Miss Bradley                 |               |                     |
| 28 maggio | Irish Championships 1882 Dublino, Irlanda Singolare - Doppio | Torneo non disputato                                       |                              |               |                     |
| 28 maggio | Irish Championships 1882 Dublino, Irlanda Singolare - Doppio | Doppio misto: Miss Perry Ernest Browne 6-1 6-0 4-6 1-6 6-3 | Miss Bradley William Renshaw |               |                     |

## Giugno
| Settimana | Torneo                                                                    | Vincitore                                            | Finalista                       | Semifinalisti | Eliminati ai quarti |
| --------- | ------------------------------------------------------------------------- | ---------------------------------------------------- | ------------------------------- | ------------- | ------------------- |
| 3 giugno  | West of England Championships 1882 Bath, Gran Bretagna Singolare - Doppio | Fanny Morris 6-4 6-4                                 | Grace Gibbs                     |               |                     |
| 3 giugno  | West of England Championships 1882 Bath, Gran Bretagna Singolare - Doppio | Miss Constable Grace Gibbs 6-1 5-7 6-4               | Mrs Kay Miss Mardall            |               |                     |
| 3 giugno  | West of England Championships 1882 Bath, Gran Bretagna Singolare - Doppio | Doppio misto: Mrs Hill Donald Stewart 6-4 6-3        | Grace Gibbs Charles Lacy-Sweet  |               |                     |
| 18 giugno | Northern Championships 1882 Liverpool, Gran Bretagna Singolare - Doppio   | May Langrishe 6-3 8-6                                | Miss Langley                    |               |                     |
| 18 giugno | Northern Championships 1882 Liverpool, Gran Bretagna Singolare - Doppio   | Adela Langrishe May Langrishe 6-0 6-1                | Mrs FW Carver A McLaren         |               |                     |
| 18 giugno | Northern Championships 1882 Liverpool, Gran Bretagna Singolare - Doppio   | Doppio misto: May Langrishe William Renshaw 10-8 6-4 | Edith Davies Richard Richardson |               |                     |

## Luglio
| Settimana | Torneo                                                                          | Vincitore                  | Finalista                    | Semifinalisti | Eliminati ai quarti |
| --------- | ------------------------------------------------------------------------------- | -------------------------- | ---------------------------- | ------------- | ------------------- |
| 1º luglio | Torneo di Waterloo 1882 Liverpool, Gran Bretagna Singolare - Doppio             | Edith Davies               | Miss Eckersley               |               |                     |
| 1º luglio | Torneo di Waterloo 1882 Liverpool, Gran Bretagna Singolare - Doppio             | Miss Cheetham Edith Davies | Margaret Bracewell Miss Snow |               |                     |
| 1º luglio | Torneo di Waterloo 1882 Liverpool, Gran Bretagna Singolare - Doppio             |                            |                              |               |                     |
| 22 luglio | Torneo di Lichfield 1882 Lichfield, Gran Bretagna Singolare - Doppio            | Miss Garcher 6-3 2-6 6-2   | Mrs Peters-Smith             |               |                     |
| 22 luglio | Torneo di Lichfield 1882 Lichfield, Gran Bretagna Singolare - Doppio            |                            |                              |               |                     |
| 22 luglio | Torneo di Lichfield 1882 Lichfield, Gran Bretagna Singolare - Doppio            |                            |                              |               |                     |
| 26 luglio | Portland Park Lawn Tennis Club 1882 Newcastle, Gran Bretagna Singolare - Doppio | A Fenwick                  | Miss Bowlby                  |               |                     |
| 26 luglio | Portland Park Lawn Tennis Club 1882 Newcastle, Gran Bretagna Singolare - Doppio |                            |                              |               |                     |
| 26 luglio | Portland Park Lawn Tennis Club 1882 Newcastle, Gran Bretagna Singolare - Doppio |                            |                              |               |                     |

## Agosto
| Settimana                                | Torneo                                                                         | Vincitore                                            | Finalista                      | Semifinalisti | Eliminati ai quarti |
| ---------------------------------------- | ------------------------------------------------------------------------------ | ---------------------------------------------------- | ------------------------------ | ------------- | ------------------- |
|                                          | Torneo di Darlington 1882 Darlington, Gran Bretagna Singolare - Doppio         | Constance Smith 6-3 6-0                              | A Turner                       |               |                     |
|                                          | Torneo di Darlington 1882 Darlington, Gran Bretagna Singolare - Doppio         |                                                      |                                |               |                     |
| Doppio misto: E Cheese JW Fowler 7-5 8-6 | Torneo di Darlington 1882 Darlington, Gran Bretagna Singolare - Doppio         | A Fenwick PC Fenwick                                 |                                |               |                     |
| 3 agosto                                 | Torneo di Leamington 1882 Leamington, Gran Bretagna Singolare - Doppio         |                                                      |                                |               |                     |
| 3 agosto                                 | Torneo di Leamington 1882 Leamington, Gran Bretagna Singolare - Doppio         |                                                      |                                |               |                     |
| 3 agosto                                 | Torneo di Leamington 1882 Leamington, Gran Bretagna Singolare - Doppio         | Doppio misto: Maud Watson Erksine Watson 6-2 6-1 6-1 | Miss Rawlinson WH Rawlinson    |               |                     |
| 10 agosto                                | Torneo di Exmouth 1882 Exmouth, Gran Bretagna Singolare - Doppio               | Lilian Cole 6-4 6-2                                  | C Taylor                       |               |                     |
| 10 agosto                                | Torneo di Exmouth 1882 Exmouth, Gran Bretagna Singolare - Doppio               |                                                      |                                |               |                     |
| 10 agosto                                | Torneo di Exmouth 1882 Exmouth, Gran Bretagna Singolare - Doppio               | Doppio misto: C Taylor Charles Pine-Coffin 6-2 6-3   | Miss Percy Pelham G. von Donop |               |                     |
| 25 agosto                                | Moffat Tournament 1882 Moffat, Gran Bretagna Singolare - Doppio                | A. Forrest                                           | Miss Bankier                   |               |                     |
| 25 agosto                                | Moffat Tournament 1882 Moffat, Gran Bretagna Singolare - Doppio                | A. Forrest Miss Forrest                              | Miss Forbes B. Jardine         |               |                     |
| 25 agosto                                | Moffat Tournament 1882 Moffat, Gran Bretagna Singolare - Doppio                | Doppio misto: Miss Hillier Arthur Fuller             | Miss Bankier P. de Santi       |               |                     |
| 31 agosto                                | Torneo di East Grinstead 1882 East Grinstead, Gran Bretagna Singolare - Doppio | Mrs Baddington                                       | May Arbuthnot                  |               |                     |
| 31 agosto                                | Torneo di East Grinstead 1882 East Grinstead, Gran Bretagna Singolare - Doppio |                                                      |                                |               |                     |
| 31 agosto                                | Torneo di East Grinstead 1882 East Grinstead, Gran Bretagna Singolare - Doppio | Doppio misto: Miss Gorhamd WN Cobbold 6-2 6-5        | Ellen King K Arbuthnot         |               |                     |

## Settembre
| Settimana    | Torneo                                                               | Vincitore                                                                          | Finalista                          | Semifinalisti | Eliminati ai quarti |
| ------------ | -------------------------------------------------------------------- | ---------------------------------------------------------------------------------- | ---------------------------------- | ------------- | ------------------- |
| 1º settembre | Torneo di Edgbaston 1882 Edgbaston, Gran Bretagna Singolare - Doppio | Constance Smith 6-2 6-1                                                            | Miss Heaton                        |               |                     |
| 1º settembre | Torneo di Edgbaston 1882 Edgbaston, Gran Bretagna Singolare - Doppio | Constance Smith Mrs Dent 6-4 6-3 6-3                                               | Mrs Bradley Mrs Hill               |               |                     |
| 1º settembre | Torneo di Edgbaston 1882 Edgbaston, Gran Bretagna Singolare - Doppio | Doppio misto: Constance Smith Charles Smith E Rawlinson J Stanley titolo condiviso |                                    |               |                     |
| 23 settembre | Montpelier Gardens 1882 Cheltenham, Gran Bretagna Singolare - Doppio | Maud Watson 6-2 3-6 7-5                                                            | Constance Smith                    |               |                     |
| 23 settembre | Montpelier Gardens 1882 Cheltenham, Gran Bretagna Singolare - Doppio | Beatrice Langrishe Constance Smith 6-4 2-6 6-3                                     | Lillian Watson Maud Watson         |               |                     |
| 23 settembre | Montpelier Gardens 1882 Cheltenham, Gran Bretagna Singolare - Doppio | Doppio misto: Maud Watson RW Braddell 8-6 6-2                                      | Beatrice Langrishe William Renshaw |               |                     |
| 30 settembre | Sussex Championships 1882 Brighton, Gran Bretagna Singolare - Doppio |                                                                                    |                                    |               |                     |
| 30 settembre | Sussex Championships 1882 Brighton, Gran Bretagna Singolare - Doppio |                                                                                    |                                    |               |                     |
| 30 settembre | Sussex Championships 1882 Brighton, Gran Bretagna Singolare - Doppio | Doppio misto: Mrs Cobbold Herbert Wilberforce 6-1 6-2                              | F Kemmis Herbert Berkeley          |               |                     |

## Ottobre
Nessun evento

## Novembre
Nessun evento

## Dicembre
Nessun evento